# Пам'ятник Михайлові Грушевському (Козятин)
Пам'ятник Михайлові Грушевському в Козятині Вінницької області — пам'ятник українському історику, політику і громадському діячу Михайлові Сергійовичу Грушевському. Розташований на розі вул. Героїв Майдану 9 та Мічуріна, навпроти залізничної лікарні.

## Відкриття
Пам'ятник було відкрито 1 жовтня 2010 року. Автор пам'ятника народний художник України, лауреат Національної премії ім Т. Г. Шевченко Валентин Іванович Зноба.